# Fiumei Szabadállam
A Fiumei Szabadállam vagy Rijekai Szabadállam (horvátul Slobodna Država Rijeka, olaszul Stato libero di Fiume, németül Freistaat Fiume, szerbül Слободна Држава Ријека) történelmi, több állam által is elismert városállam (nevéből következően szabadállam az államforma), amely Dalmáciában feküdt, Fiume (Rijeka) városának környékén. Lakosságának egy jelentős hányada magyar volt. A terület 1920-ban mondta ki függetlenségét, 1924-ben egy megállapodás során Olaszországhoz került, s a második világháború végéig olasz kézben is maradt.

## A függetlenség kikiáltásának előzményei
A Habsburg Birodalom 1776-ban vette át a velenceiektől a várost, amit Mária Terézia egy rendeletében 1779-ben közigazgatásilag a Magyar Királysághoz csatolt.
Az első világháborút az Osztrák–Magyar Monarchia elvesztette, és a békeszerződésben az új Szerb–Horvát–Szlovén Királyságnak ítélték Fiumét. Olaszországban, amely ugyan nem tartozott a vesztes államok közé, de gazdasága a mélyponton volt, kiéleződtek a politikai viszályok, és jelentkeztek a fasisztoid jellegű politikai elemek. A nemzeti radikális érzelmű olaszok nem akarták elfogadni, hogy Fiumét a délszláv állam kapja meg, sőt a város lakói is tartottak ettől. Az olaszok mellett a németek és a magyarok is szívesebben vállalták volna az olasz fennhatóságot a város felett, semmint Belgrád irányítását. 1919. szeptember 12-én olasz szabadcsapatok Gabriele D’Annunzio vezetésével megszállták a várost, és 15 hónapig kezükben tartották, ahol megalakították az ún. Carnarói Olasz Kormányzóságot. A katonai akció Róma és Belgrád közötti heves viták eredménytelenségéből adódott, az ügyben a Népszövetség, sőt Thomas Woodrow Wilson is sikertelenül próbált közvetíteni.

## Fiume függetlenségének kikiáltása
1920. november 12-én a rapallói szerződésben a két fél rendezte a vitás kérdéseket, megállapodtak a volt Osztrák Tengermellék területének felosztásáról és abban is, hogy Fiume körzetét semleges területként kezelik, tehát nem kerül sem olasz, sem délszláv fennhatóság alá.
A városnak alig több mint a fele, kb. 24 ezer fő volt olasz, 12 ezer horvát, nagyjából 6500 fő magyar és 2500 fő német. Utóbbi két nemzetiség közül is voltak nem kis számú támogatói az elszakadásnak, mert ebben látták lehetségesnek elkerülni a Szerb-Horvát-Szlovén Királysággal való csatlakozást, míg a délszláv etnikumú polgárok hívei voltak Belgrádnak, de ők is pártolták a függetlenséget, mert akkor legalább Olaszország sem veszi birtokba a várost.
Az új állam egy évig még csak de facto létezett, nemzetközi elismerés nélkül, 1921-ben viszont az Egyesült Államok, Franciaország és Nagy-Britannia is elismerte függetlenségét.

D’Annunzio először megtagadta az egyezmény elismerését és ellenálltak a bevonuló olasz reguláris egységeknek, így december 24. és december 30. között súlyos összecsapások voltak a városban az olasz szakadárok és a katonák között (véres karácsony).
Az első választások során Riccardo Zanella került az elnöki székbe, aki függetlenség-párti volt, s támogatói között voltak az olasz-egyesülést ellenző horvátok is. A szavazásokon Zanella 6558 szavazatnyi többséget szerzett a többi párttal, köztük az egyesülést szorgalmazó nemzeti blokkal, a liberálisokkal, valamint fasisztákkal szemben, akik 3443 szavazatot szereztek összesen.
1922-ben a fasiszták puccsot hajtottak végre, míg a törvényes Zanella-kormány Kraljevicába menekült. Az új államfő a velencei születésű Giovanni Giuriati fasiszta politikus lett, aki az Olaszországgal való egyesülés mellett állt ki.
A Szerb-Horvát-Szlovén Királyság és Olaszország között az addigi szembenálló állapot már enyhülni kezdett az évtized közepén és Benito Mussolini már tárgyalt Fiume átadásáról.
1924 januárjában a felek megállapodást kötöttek és március 26-án Olaszország annektálta a Fiumei Szabadállamot. A második világháború során a jugoszláv partizánok elfoglalták a várost. Az állam még élő vezetői ekkor kérelmezték a nagyhatalmaknál, hogy a fiumei szabadállamot, mint semleges területet újra alakítsák meg a kisebbségek védelme érdekében, de a kérdést mellőzték és Fiume Rijekaként Jugoszlávia része lett, egészen Horvátország 1991-es függetlenné válásáig. Ennek következtében a fiumei olaszok 90%-a elhagyta a várost és az anyaországba települt.